# رأس الوادي
رأس الوادي مدينة وبلدية تابعة لدائرة رأس الوادي ولاية برج بوعريريج تبلغ مساحتها 329 كم مربع بلغ عدد سكانها حوالي 51482 نسمة (2008)، وتعرف بأنها مدينة البشير الإبراهيمي والولي الصالح بلعيساوي كنيته الاصلية عطبة بن عيسى بن يحي لقب بلعساوي على ابيه بن عيسى وفته اختلف بعضهم منهم من بقول توفيا في منطقة غلاسة واخرون يقلون في يرهوم ويسمى ضريحه اليوم سيدي عطية
تعد راس الواد مدينة المصارعة الأولى على المستوى الوطني في رياضة المصارعة هذه الرياضة انتشرت بسرعة حيث يملك أبناء هذه المدينة عدة القاب وطنية وقارية مثلا: زغبي محمد بطل أفريقيا سابقا وزغدان مسعود الحاصل على الميدالية الذهبية مؤخرا وبوترفاسة بطل الجزائر -اواسط-.
و تمتلك راس الوادي فريقين لكرة القدم: الأول فريق شباب رأس الوادي ROC يتواجد حاليا في ما بين الرابطات والثاني هو اتحاد راس الوادي USR وينشط في الجهوي الثاني لرابطة باتنة.تعتبر من أجمل المدن في الجزائر ذات طابع خلاب كما انها تمتاز بطبع تجاري لكثرة المحلات التجارية وهي تصنف الأولي على مستوى التعليم في ولاية برج بوعرريرج
تعد دائرة رأس الواد بولاية برج بوعريريج المعزولة جغرافيا والبعيدة عن المحاور الكبرى للطرقات من بين المناطق النادرة بشمال البلاد التي بقيت «متعافية» من كل نشاط صناعي و«وفية» بالكامل لطابعها الفلاحي والرعوي محولة بذلك عزلتها إلى ورقة رابحة.
وربما أصبحت عزلة رأس الواد في طريقها لأن تصبح من مسببات تنمية هذه المنطقة حيث تمثل تضاريس هذه الدائرة وخاصة منها جبل نشار ذلك الحاجز الطبيعي الممتد على طول 10 كلم «سدا منيعا» أمام كل محاولات انفتاحها على محيطها.
و تدفع تلك العزلة سكان هذه المنطقة المنتمية للبيبان إلى البقاء وأرجلهم مثبتة بأراضيهم مما يجعلهم يخدمون بساتينهم وحدائقهم ويفتخرون بكونهم يوفرون لأبنائهم جل ما يستهلكونه من غذاء. ففي كل الشعب الفلاحية والرعوية تحتل دائرة راس الواد صدارة الترتيب على مستوى الولاية كما تفيد بذلك إحصائيات مديرية المصالح الفلاحية.
ا تعد مدينة راس الواد أو اسمها القديم في عهد الاتراك =ثامالولة=الموطن لقبيلة ريغة المغاورية الزناتية الشاوية
التي تنحدر منها بطونها الكبيرة.
.أولاد براهم بن بحي بن مساهل
.أولاد عبد الواحد بن عيسى بن يحي بن مساهل
كما تسكنها بعض الفروع من ريغة وأخرى
من أولاد تبان وأولاد بطارة وأولاد سي حمد وفرقة من ليعاضت
ويأتي إنتاج الحليب في مقدمة منتجات هذه المنطقة التي تتوفر على 9 آلاف رأسا من الأبقار الحلوب إذ تمثل 55 بالمائة من مجموع الإنتاج السنوي للحليب بالولاية والذي يناهز 46 مليون لتر. وتقدم دائرة راس الواد سنويا إضافة لذلك نحو 11 ألف قنطار من اللحوم البيضاء للسوق إلى جانب 20 مليون بيضة.
40بالمائة من منتوج الحبوب بالولاية
ولا تقابل باقي الشعب الفلاحية بالتجاهل من قبل المنتجين كما هو واضح بهذه المنطقة التي لا تترك إلا القليل من القطع الأرضية في حالة راحة إذ يستغل بها أزيد من 22 ألف هكتار من أصل 24 ألف تتوفر عليها الدائرة حسب الإحصائيات المحلية. وتنتج راس الواد في هذا السياق قرابة 40 بالمائة من غلال الحبوب الشتوية لولاية برج بوعريريج سنويا والمقدرة ب1,2 مليون قنطار كما تحتل المرتبة الأولى بمنطقة البيبان في مجال إنتاج الخضر والفواكه والتي تتسم بنوعيتها المطلوبة.
وتظل المصالح الفلاحية بالولاية مقتنعة بأن راس الواد هي أكثر المناطق غنى وملاءمة مع هدف تطوير الفلاحة المكثفة والتربية الحيوانية وتنمية باقي الشعب الفلاحية الأخرى بولاية البيبان. وبغض النظر عما يمكن أن يقوله شباب مركز الدائرة الحالم كثيرهم لرؤية وحدات صناعية تتمركز عندهم من أجل فتح مناصب شغل مدرة للرزق بالنسبة لحملة الشهادات الجامعية وتحصيل المهارة التكنولوجية التي تسمح بولوج المنطقة لعالم التقدم فإن الطابع الفلاحي لراس الواد يمكن أن يصبح مصدر ثراء غير مقدر بثمن كما يؤكد الكثيرون.
و من البديهي أن يشعر الشباب المحلي -الذي حصلت أغلبيته على عكس أسلافه الذين أخذوا طريق الهجرة نحو فرنسا خاصة في وقت كانت الهجرة فيه بمثابة معاناة- بخيبة ما حينما يرون مستثمرين من المنطقة على غرار بن حمادي صاحب مطاحن تحمل نفس الاسم وكذا مركب هام للإلكترونيك لا يستقرون باستثماراتهم في راس الواد رغم كونها ثاني مدينة كبرى بالولاية بسبب افتقادها خاصة لشبكة وطرق الاتصالات.
وبالفعل فإن راس الواد البعيدة عن الطرقات الوطنية والطريق السيار شرق-غرب وكذا السكة الحديدية ب38 كلم تظل غير مرتاحة رغم كل التجهيزات العمومية التي زودت بها لحد الآن ومن أهما ملعب ب5.400 مقعد ومسبح نصف أولمبي.
ويمنع جبل نشار الممتد على طول عشرة كيلومترات كما هو واضح المنطقة من إنجاز رواق طرقي يمكنه تحقيق التواصل مع بلديات ولايتين مجاورتين ومنها أولاد تبان بولاية سطيف ومغرة بالمسيلة ومن خلالها السماح ببلوغ ولاية باتنة.
و يقول بعض الشباب بنوع من النكتة «يجب أن تعرفوا بأن راس الواد ليست روما لأن لها طريق واحد ووحيد يؤدي إليها أو يسمح بمغادرتها».وفعلا هناك مخرج واحد ينقسم إلى طريقين على بعد 3 كيلومترات شمال المدينة أحدهما يؤدي إلى مدينة برج بوعريريج والآخر نحو بلدية عين ولمان باتجاه سطيف. وعبر هذا الطريق يتنقل يوميا عند كل صباح الآلاف من الشباب وهم يغادرون المدينة باتجاه المصانع والإدارات والمراكز الجامعية في كل من برج بوعريريج وسطيف والعلمة وعين ولمان فيما يظل براس الواد باقي السكان وهم في غالبتهم فلاحون ومربون وتجار ومتقاعدون.
وحسب مصالح مديرية المناجم والصناعة فقد تم برمجة إنشاء منطقة صناعية ومنطقة للنشاطات بهذه الدائرة فيما انطلقت الدراسات من أجل تمركز زهاء خمسين مشروعا على علاقة بالطابع الفلاحي للجهة.
مصير سطره الرومان
وفي الوقت الراهن فإن منطقة راس الواد تبدو غير مستعدة للابتعاد عن مصير سطره قديما الرومان الذين استثمروا كل المصادر المحلية كما أسسوا مدينة اتخذت من «ثامالولة» اسما بربريا لها. وما زالت معالم هذه المدينة القديمة بارزة إلى اليوم على غرار بقايا القلعة البيزانطية التي تعاني الضياع والإهمال.
وقبل أن يظهر التجمع الراهن لراس الواد الذي يعني بداية الوادي كانت راس الواد خلال فترة الاحتلال الفرنسي قرية استعمارية مسماة ب«طوكفيل» التي أسسها الفرنسيون سنة 1892. ويزخر تراب الجهة بثروات معتبرة منها منجم للطين أنجزت بالقرب منه في ثمانينيات القرن الماضي وحدة للآجر ببلدية أولاد براهم قبل أن يتم إهماله. ويسكن راس الواد 47.884 نسمة موزعين على 3 بلديات هي راس الواد وأولاد براهم وعين تسارة تزخر كلها بإقليم فلاحي شاسع وثروة بشرية أهمها الشباب.وبالتأكيد فإن ولاية برج برج بوعريريج التي ستنطلق مستقبلا في إنتاج فلاحي «بيو» ستجد في راس الواد -بأوديتها الجارية وقدرات التساقط بها وتجربة فلاحيها ذوى الخبرة والاستعداد العازم -خير سند وداعم في احتلال مكانة الصدارة لاسيما في الشعب المرتبطة بالفلاحة الغذائية السليمة. ووقتها لن تكون رأس الواد مجرد بداية واد «لكن مطلعا لكل الآمال والأمنيات».

## مواقع ذات صلة
- شبكة رأس الوادي
- موقع مدينة رأس الوادي
- شباب رأس الوادي
- رأس الوادي

1. ↑  إحصاء سكان ولاية برج بوعريري (2008). نسخة محفوظة 03 مارس 2016 على موقع واي باك مشين.